# Deux mélodies opus 20
Deux mélodies bestaat uit een tweetal liederen van Albert Roussel. Deze tweede kleine verzameling mélodies betrof toonzettingen van gedichten van René Chalupt. In tegenstelling tot Roussels vorige werk, werden deze twee mélodies geschreven op verzoek van Roussels uitgever Jacques Durand. De twee gedichten zijn:
- Le bachelier de Salamanque, opgedragen aan Durand
- Sarabande, opgedragen aan Lucy Vuillemin

De eerste uitvoering dateert van 27 december 1919. Op diezelfde avond werd ook het vorige werk van Roussel uitgevoerd. Zangeres van dienst was Lucy Vuillemin, begeleid door Louis Vuillemin in de Société national de musique.
Er verschenen vier werken onder de titel Deux mélodies:
- Deux mélodies opus 19
- Deux mélodies opus 20
- Deux mélodies opus 50
- Deux mélodies opus 55